# Tarbell Course in Magic

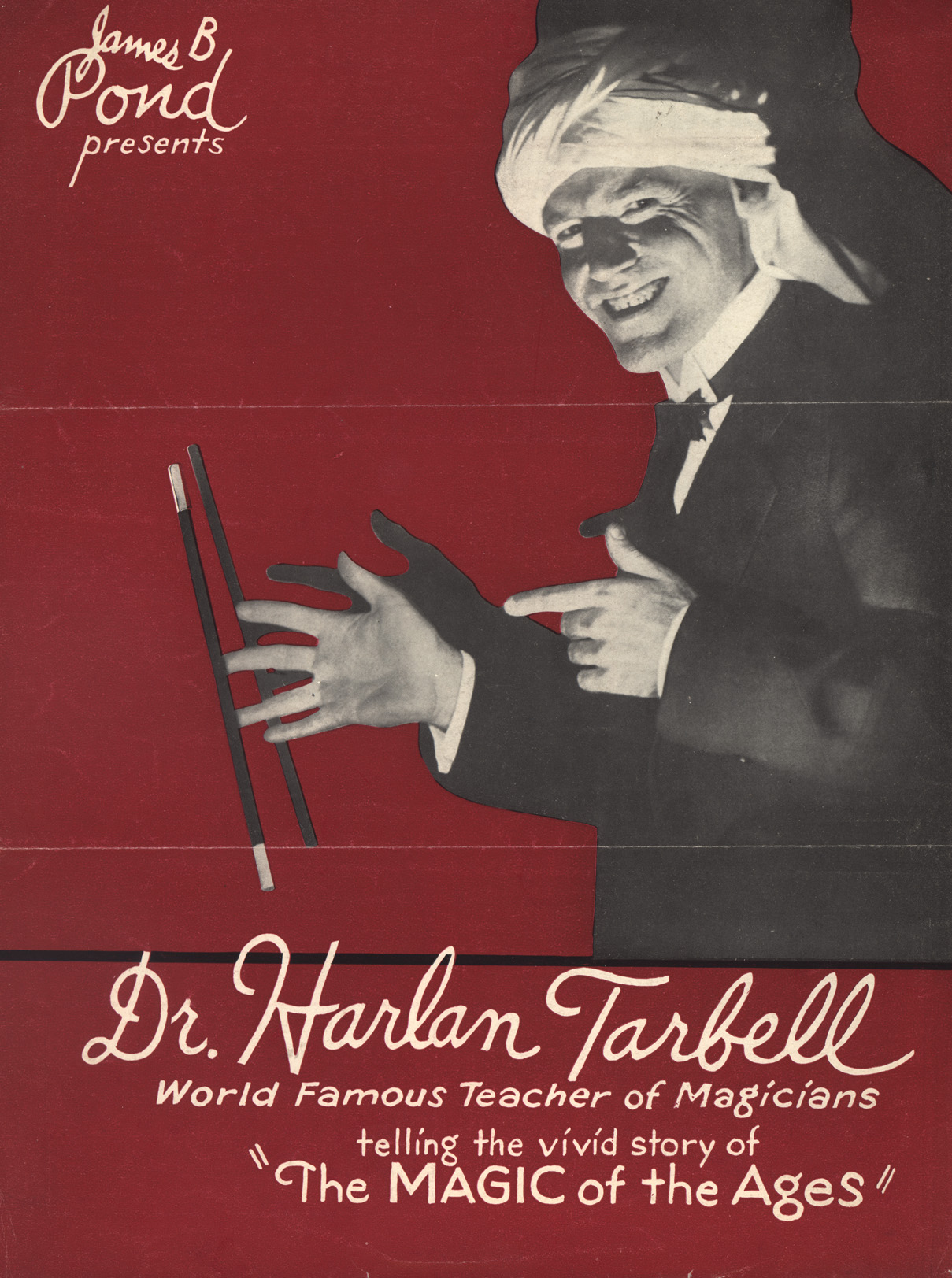
Harlan Eugene Tarbell (1890–1960)

Der Tarbell Course in Magic ist ein bedeutendes, englischsprachiges Nachschlagewerk der Zauberkunst in acht Bänden, das aus einem international versendeten Fernkurs der Zauberkunst hervorgegangen ist. Der Tarbell Course in Magic stellt international den umfangreichsten Wissensschatz der Zauberkunst dar. Eine Vielzahl professioneller Zauberkünstler legte mit diesem Zauberkurs den Grundstein für eine professionelle Karriere. Inzwischen ist das Werk (jedenfalls in Teilen) auch in deutscher Sprache erhältlich.

## Die Autoren

### Harlan Eugene Tarbell
Harlan Tarbell wurde am 23. Februar 1890 in Delavan/Illinois (USA) geboren. In seiner Jugend zeichnete er Cartoons für eine Zeitung und entdeckte in einer Zaubervorstellung des Künstlers Dante (August Harry Jansen) sein Interesse für die Zauberkunst. Im Jahr 1911 ging Harlan Tarbell nach Chicago und arbeitete bis 1941 für die Firma „Read & Covert“ als Illustrator ihres Angebotskataloges für Zaubergeräte. Harlan Tarbell starb am 16. Juni 1960 im Alter von 70 Jahren in Elmhurst an einem Herzstillstand.

### Harry Lorayne
Harry Lorayne wurde am 4. Mai 1926 in New York (USA) geboren. Er ist ein Gedächtnistrainer und Zauberkünstler (insbesondere Kartenzauberkunst). Seine Bekanntheit verdankte er seinen Gedächtsnisshows und -stunts und seinem Auftritt bei der „Tonight Show with Jonny Carson“ und veröffentlichte verschiedene Bücher.

## Der Tarbell Course in Magic

### Entstehung
Die Verleger T. Grant Cooke und Walter A. Jordan beabsichtigten in der Mitte der 1920er Jahre, einen Fernkurs für Zauberkunst ins Leben zu rufen. Nach anfänglichen Schwierigkeiten, einen geeigneten Autor für den Kurs zu finden, erhielt Harlan Tarbell auf Empfehlung des bekannten Zauberkünstlers Harry Houdini den Zuschlag. Tarbell beendete den Kurs im Jahr 1928 nach 60 Lektionen, für die er ca. 3.100 Illustrationen erstellte. 
Die Verleger T. Grant Cooke und Walter A. Jordan stellten den Kurs im Jahr 1931 ein, nachdem die Verkaufszahlen durch die Wirtschaftskrise eingebrochen waren. Bis zu diesem Zeitpunkt waren ca. 10.000 Kurse verkauft worden.
Doch im Jahr 1941 kaufte der Zauberkünstler Louis Tannen die Rechte an dem eingestellten Fernkurs. In Zusammenarbeit mit Harlan Tarbell und Ralph W. Read (Teilhaber von Read & Covert, Händler von Zaubergeräten) wurde der Fernkurs überarbeitet und in Buchform in 5 Bänden neu veröffentlicht. Bis 1993 war das Werk auf seine heutige Anzahl von acht Bänden angewachsen.

### Struktur
Die Bände 1 bis 5 bestehen aus den ursprünglichen Lektionen des Fernkurses und wurden im Jahr 1928 von ihrem Autor Harlan Tarbell zusammengestellt. Band 6 wurde ebenfalls von Harlan Tarbell geschrieben. Band 7 wurde von Harry Lorayne aus Beiträgen verschiedener Zauberkünstler zusammengestellt und wird insbesondere aufgrund seines ausführlichen Inhaltsverzeichnisses der Bände 1 bis 7 geschätzt. Band 8 war als ein Kurs für Fortgeschrittene gedacht und besteht schließlich wieder aus Veröffentlichungen von Harlan Tarbell, die ursprünglich in Büchern und Zeitschriften und nicht im Rahmen des Fernkurses veröffentlicht worden waren. Das Material hat der US-amerikanische Herausgeber und Zauberkünstler Richard Kaufman recherchiert und zusammengestellt. Dieser Band hat sein eigenes Stichwortverzeichnis, sein Inhalt ist nicht im Generalindex von Band 7 enthalten.

### Konzept
Der lernende Zauberkünstler soll Schritt für Schritt in die Mechanismen und wirksamsten Formen der Präsentation von Zaubertricks eingeführt werden. Andere Zauberkurse zum Beginn des 20. Jahrhunderts behandelten schwerpunktmäßig Illusionen, die von alleine wirken sollten, ohne besondere Fingerfertigkeit vorauszusetzen. Demgegenüber begann Harlan Tarbell mit grundlegenden Übungen zur richtigen Körperposition, Bewegung und Fingerfertigkeit, die dann in den folgenden Lektionen in die Tricks eingebaut wurden.

### Inhalte
Das vollständige Werk beinhaltet mehr als 100 Lektionen, die jeden Aspekt der Zauberkunst behandeln. Neben allen Sparten der Zauberkunst werden auch Themen angesprochen, die der Beruf des Zauberkünstlers begleitend mit sich bringt (z. B. Marketing, Schauspiel oder Geschichte der Zauberkunst).

### Ausgaben
- Tarbell Course in Magic Volume I, Tannen, Louis New York, 1941, 408 Seiten
- Tarbell Course in Magic Volume II, Tannen, Louis New York, 1942, 407 Seiten
- Tarbell Course in Magic Volume III, Tannen, Louis New York, 1943, 416 Seiten
- Tarbell Course in Magic Volume IV, Tannen, Louis New York, 1954, 416 Seiten
- Tarbell Course in Magic Volume V, Tannen, Louis New York, 1948, 417 Seiten
- Tarbell Course in Magic Volume VI, Tannen, Louis New York, 1954, 409 Seiten
- Tarbell Course in Magic Volume VII, Harry Lorayne, Tannen, Louis New York, 1972, 490 Seiten
- Tarbell Course in Magic Volume VIII, Harlan Tarbell, D. Robins, 1993, 426 Seiten

Seit 2012 erscheinen deutsche Übersetzungen des Original Tarbell-Lehrganges bei dem Zauberhändler Magic Center Harri.